# Teatro de Angered
El Teatro de Angered  –en sueco, Angereds Teater– es un teatro municipal independiente de la ciudad de Gotemburgo, localizado en el barrio de Angered. Está dirigido a presentar "dramas recientes, escritos para niños, jóvenes y adultos".
Fue fundado en 1978, en la esfera del Teatro Municipal de Gotemburgo (Göteborgs Stadsteater), y está sostenido por la Comuna de Gotemburgo (Göteborgs kommun) desde 1996.
La compañía estable del Angereds Teater participó en el Festival Internacional Cervantino de Guanajuato de 2011 como parte de la programación para niños. La compañía de teatro representó la obra "The Butterfly Pilots", una pieza de teatro en la que se hablaba de la soledad y la amistad, caídas repentinas y nuevos comienzos felices para mostrar que aparecen nuevos amigos cuando los viejos se van. La obra estaba dirigida a niños de entre seis y nueve años. Previamente, fue representada en el teatro de Angered durante más de un año, con giras anteriores en Egipto y Siria.

## Enlaces extern0s
- Página oficial del Teatro de Angered

- Datos: Q4568313
- Multimedia: Angereds teater / Q4568313